# سيد حسين ميرفخار
سیّد حسین میرفخّار رجل السیاسي و سفیر إیراني.
سيّد حسين ميرفخّار ابنُ الحاج سيد إسماعيل، مواليد 21 أبريل 1952، في طهران، خريج علوم سياسية من جامعة إيران الوطنية (جامعة الشهيد بهشتي) فی عام 1978 میلادی.
بعد انتصار الثورة الإسلامية، في عام 1980 ميلادي، إلتحق بالسلك الدبلوماسي لوزارة الخارجية، وبعد خوض الدورات التدريبية في الدوائر المختلفة في فترة وزارة علي أكبر ولايتي، تم تعيينُه عام 1981 رئيساً لإدارة القنصلية (السجلات والأحوال الشخصية) حيث بقي شاغلاً هذا المنصب حتى عام 1986. تم تعيين ميرفخّار في هذه السنة سفيراً في جمهورية أندونيسيا، حيث كان حتى العام 1990، سفيراً للجمهورية الإسلامية الإيرانية في أندونيسيا ولعب دوراً بارزاً في تطويروتوسیع و تنمیه الثقافية .
بعد عودته إلى الوطن، شغل منصب المدير العام للشؤون السياسية لمنطقة جنوب شرق آسيا بوزارة الخارجية، حتى العام 1994، وخلال هذا العام، توجّه إلى بيكين، بصفته سفيراً للجمهورية الإسلامية الإيرانية في جمهورية الصين الشعبية، تزامناً مع منصب سفير إيران المعتمَد في منغوليا، الذي شغله حتى العام 1998.
بعد عودته من الصين إلى أرض الوطن، خلال فترة وزارة سيد كمال خرازي، تم تعيينه مديراً عاماً للشؤون الإدارية حيث لعب دوراً محورياً في إجراء بعض التعديلات في النظام الأساسي الداخلي والشؤون الإدارية لوزارة الخارجية. بعد ذلك، في عام 2002، توجّه إلى دبلين، بصفته سفيراً للجمهورية الإسلامية الإيرانية في أيرلندا الجنوبية. وبعد انتهاء مهامه وعودته إلى طهران عام 2005، عمل كخبيرٍ سامٍ في الدراسات السياسية. 
وفي 2006، عيّنَ مديراً عاماً للشؤون القنصلية لمدة ثماني سنوات. وفي فترة وزارة محمد جواد ظريف، في مارس 2015، تم تعيينه سفيراً للجمهورية الإسلامية الإيرانية في جمهورية البرتغال وتوجّه إلى ليشبونة. في مايو 2019 ، بعد 40 عامًا ، أنهى مهامه في وزارة الخارجية بناءً على طلبه. وفي الوقت الراهن، يعتبر من أحد السفراء والديبلوماسيين المحنّكين بوزارة الخارجية، كما أنه اجتاح سلسلةً من الرتب السياسية بأهليةٍ وامتياز ولايزال يواصلُ مهامّ السفير.